# Dajuan Wagner
Dajuan Wagner (ur. 4 lutego 1983 w Camden) – amerykański koszykarz, występujący na pozycjach rozgrywającego lub rzucającego obrońcy.
W 2001 wystąpił w meczu gwiazd amerykańskich szkół średnich - McDonald’s All-American. Został też uznany za najlepszego zawodnika stanu New Jersey (New Jersey Gatorade Player of the Year - 2000) oraz całego kraju (Mr. Basketball, Naismith Prep Player of the Year, USA TODAY's High School Player of the Year - 2001). Wybrano go do I składu Parade i USA Today All-American w 2001 oraz II Parade All-American w 2000.
Ma za sobą występy w NBA, był również zawodnikiem Prokomu Trefla Sopot w sezonie 2007/2008; nie dokończył sezonu.

## Kariera w NBA

### Cleveland Cavaliers
Wagner trafił do NBA w 2002 za pośrednictwem draftu. Został wybrany z wysokim numerem 6. przez Cleveland Cavaliers po tym jak przez jeden sezon w Lidze Szkół Średnich rzucił łącznie 3400 punktów. Chlubił się wyśrubowanym rekordem punktów w jednym meczu - zaliczył 100 punktów przeciwko Texasowi, a jego średnia z sezonu wyniosła 42,5 punktu.
Pierwszy sezon Wagnera w NBA był w miarę udany. Dziewiętnastolatek grał równo, na niezłym poziomie, notując 13,4 punktu na mecz. Wielu ekspertów upatrywało w nim kandydata na gwiazdę ligi. Lecz w swoim drugim sezonie w NBA Wagner dostawał coraz mniej szans na grę, głównie dlatego, że do zespołu dołączył LeBron James, typowany na następcę Michaela Jordana. Oprócz silnej konkurencji na obwodzie (oprócz Jamesa w ekipie Kawalerzystów występował Ricky Davis i Darius Miles), karierę Wagnera zastopowały coraz liczniejsze i poważniejsze urazy. Najpierw dobrą grę uniemożliwiła mu kontuzja pleców, potem miał liczne problemy z żołądkiem. W efekcie w sezonie 2004/2005 Wagner notował jedynie 4,0 punktu na mecz. Po operacji jelita, którą przeszedł w 2005 roku, Cavaliers nie przedłużyli z nim umowy na następny sezon. W efekcie Wagner wypadł z ligi, do której tak trudno się dostać.

### Golden State Warriors
W sezonie 2006/2007 Dajuan Wagner dołączył do ekipy Golden State Warriors. W przedsezonowych spotkaniach przygotowawczych był najlepszym strzelcem drużyny. I gdy wydawało się, że Wagner znów dostanie szansę by zabłysnąć w lidze, Warriors zrezygnowali z usług Amerykanina. Władze klubu tłumaczyły to słabym zdrowiem Wagnera i obawą, że nie wytrzyma trudów całego sezonu.

## Wagner w PLK
W sezonie 2007/2008 Dajuan Wagner był zawodnikiem polskiego klubu – Mistrza Polski regularnie występującego w rozgrywkach Euroligi – Trefla Sopot. W spotkaniach przedsezonowych z Mistrzem Litwy spisywał się na miarę oczekiwań: w dwóch meczach rzucił 30 punktów. Jednak pod koniec roku 2007 Prokom zerwał z nim kontrakt z powodów zdrowotnych. W sumie zagrał tylko w 12 meczach w Prokomie – 6 w PLK (średnio 11,7 pkt) i 6 w Euroleague (średnio 8,3 pkt na mecz). Opuścił klub z powodu kontuzji biodra i odnowionej kontuzji kolana.
Do koszykówki próbował powrócić po latach, 12 października 2015 podpisał umowę z jednym, z klubów The AmeriLeague. W rezultacie liga nie powstała, ponieważ jej założyciel okazał się być oszustem.

## Osiągnięcia
Na podstawie, o ile nie zaznaczono inaczej.
NCAA
- Mistrz turnieju National Invitation Tournament (NIT – 2002)
- MVP turnieju:
  - NIT (2002)[5]
  - CBE Classic Memphis Regional (2002)
- Najlepszy pierwszoroczny zawodnik konferencji USA (2002)
- Zaliczony do I składu:
  - konferencji USA (2002)
  - najlepszych pierwszorocznych zawodników konferencji USA (2002)
  - turnieju CBE Classic KC Regional (2002)

NBA
- Uczestnik Rising Stars Challenge (2003)